# Дзевятовский, Матеуш
Матеуш Дзевятовский (пол. Mateusz Dziewiatowski; род. 28 июня 2007 года, Любин, Польша) — польский футболист, полузащитник клуба «Заглембе» из Любина и юношеской сборной Польши.

## Клубная карьера
Уроженец Любина, воспитанник академии местного «Заглембе». В составе молодёжных команд клуба разного возраста становился чемпионом страны. В 2022 году был переведён в состав второй команды. Во Второй лиге дебютировал 8 октября в матче против эльблонгской «Олимпии». Первый гол забил 9 сентября 2024 года в ворота краковского «Хутника». 
14 августа 2024 года подписал с клубом новый трёхлетний контракт. За первую команду дебютировал 15 сентября в матче против «Короны», заменив на 82-й минуте Марека Мруза.

## Карьера в сборной
В составе юношеской сборной участвовал в чемпионате Европы 2024.